# Willem Baptist
Willem Baptist (* 1979) ist ein niederländischer Regisseur von Dokumentar- und Kurzfilmen. 
Er ist international bekannt für seine preisgekrönten Dokumentarfilme Ich habe niemals Angst! (2010) und Wild Boar (2013). Ich habe niemals Angst! wurde auf mehr als 80 Festivals weltweit gezeigt. Der Film gewann einen Golden Gate Award beim San Francisco International Film Festival, Documentary Short Grand Jury Prize beim Atlanta Film Festival und ein Kinderkast Jury Award Non-Fiction bei Cinekid-Festival. Sein Dokumentarfilm Wild Boar wurde zuerst auf den Filmfestivals Visions du Réel (Schweiz), Hot Docs International Documentary Festival (Kanada) und AFI Docs (USA) des American Film Institute gezeigt. Im Jahr 2013 wurde Wild Boar für eine Gouden Kalf beim Nederlands Film Festival nominiert.

## Filmografie
Instant Dreams (2017), Wild Boar (2013), Ich habe niemals Angst! (2010).